# 蝸牛型メニエール病
蝸牛型メニエール病（かぎゅうがたメニエールびょう、英名 Cochlear Meniere's Disease ）は難聴と耳鳴り・耳閉感の症状を繰り返す内耳の疾患である。
激しい回転性のめまいと聞こえの症状を同時に併せ持つことを特徴とするメニエール病と違い、めまいは伴わず、主に聞こえの症状だけの軽い不全型であり、本格的なメニエール病に移行する前段階ともいえる。

## 症状
症状
- 難聴（特に低音域が障害される）
- 耳鳴り
- 耳閉感

を主とし、一旦回復してもこれらの症状が反復しておきる。ふらつきを伴うこともある。聴覚補充現象(聴覚のリクルートメント現象)がおこることもある。

## 病態・原因
蝸牛型メニエール病の本体は、メニエール病と同じく内耳の内リンパ水腫である。内リンパ水腫によって蝸牛の感覚細胞が障害され耳鳴りや難聴などの蝸牛障害症状が起きる。

## 診療科・検査
蝸牛型メニエール病の診療科は耳鼻科である。
検査は純音聴力検査が必須で、蝸牛型メニエール病の本体は内リンパ水腫であるので、グリセロールテストあるいは蝸電図で内リンパ水腫の存在を推定できることが重要である。内リンパ水腫の存在が推定できないものは蝸牛型メニエール病でも本格的なメニエール病でもない。
ABLBテスト、SISIテスト、自記オージオメトリーなどで聴覚補充現象を確認する。

## 経過
特段の治療を行わずにいると、聞こえの症状の反復を繰り返すうちに激しい回転性のめまいがおこり、本格的なメニエール病に移行することが多い。

## 治療
病気の本体がメニエール病と同じく内リンパ水腫であるので、メニエール病の治療に準ずる。基本的には内服薬による加療が行われる。治療につかわれる薬は多いが、第一選択はイソソルビド（商品名イソバイド）である。内耳の血液循環改善薬が使われることも多い。ステロイド剤や精神安定剤も使われることがある。

## 診断名
蝸牛型メニエール病は、内リンパ水腫を原因とする急性低音障害型感音難聴とほぼ同義の病気であり、診断名を蝸牛型メニエール病とせずより広範囲な概念である低音障害型感音性難聴とすることもある。

## 詳細
めまいを伴わないこと以外はメニエール病と共通点が多く、またその本体がメニエール病と同じ内リンパ水腫である疾患であるので詳細はメニエール病を参照のこと。